# Pesac
Pesac (in ungherese Pészak o Pésznack, in tedesco Pesak) è un comune della Romania di 2103 abitanti, ubicato nel distretto di Timiș, nella regione storica del Banato. 
Pesac è divenuto comune autonomo nel 2007, staccandosi dal comune di Periam.